# Токозавриды
Токозавриды (лат. Tokosauridae) — ранее выделявшееся семейство парарептилий среднепермской эпохи. Родственники никтеролетеров и, возможно, парейазавров. В семейство включали два рода: Tokosaurus и макролетер (Macroleter).

## Описание
Некрупные животные, длина черепа до 10 см. Череп треугольный, сильно скульптированный. Огромные глазницы. Огромные ушные вырезки, содержавшие настоящую барабанную перепонку. Внешний облик ящерицеобразный, ноги довольно сильные. Зубы многочисленные, заострённые, передние зубы увеличены. Предположительно хищные животные, макролетер питался молодью никтифруретов, а Tokosaurus — насекомыми.

## Систематика
Семейство описано в 1984 году Г. И. Твердохлебовой и М. Ф. Ивахненко в составе очёрской фауны и в 2001 году включалось в подотряд Nycteroleterida из отряда Pareiasauria, хотя некоторые систематики относили его к группе антракозавров (Anthracosauria). По состоянию на январь 2018 года клада Pareiasauria входит в надсемейство Pareiasauroidea клады (отряда) Procolophonomorpha.

## Представители
Tokosaurus perforatus, единственный вид рода Tokosaurus, отличался от макролетера  меньшими размерами (длина черепа — 3 см) и более короткой мордой. В 2012 году Tsuji с коллегами синонимизировали вид Tokosaurus perforatus с Macroleter poezicus, а род Tokosaurus — с Macroleter соответственно.
В той же работе 2012 года Tsuji и коллеги перенесли род Macroleter в семейство Nycteroleteridae, переведя семейство Tokosauridae в разряд дискуссионных.